# 目白站
目白站（日语：／ Mejiro eki */?）是位於日本東京都豐島區目白三丁目，屬於東日本旅客鐵道（JR東日本）山手線的鐵路車站。
此站只停靠山手線列車，湘南新宿線與埼京線列車不停靠，與新大久保站同為山手線僅有之兩座無轉乘其他鐵路線功能的車站。依據特定都區市內，本站屬於「東京都區內」與「東京山手線內」。本站在「東京山手線內」JR車站中，是距離中心車站（運費計算上的基準站）東京站最遠的車站（經上野、池袋的最短路徑有13.5公里，中央本線以南最遠的車站是經品川、大崎的惠比壽站，距離12.4公里）。車站編號是JY 14。

## 歷史
- 1885年（明治18年）3月16日：日本鐵道開業。
- 1903年（明治36年）：開始貨運業務。
- 1906年（明治39年）11月1日：依鐵道國有法國有化。
- 1909年（明治42年）10月12日：制定線路名稱，本站屬山手線。
- 1919年（大正8年）11月：站房改建。是全國第一個跨站式站房。
- 1973年（昭和48年）9月20日：廢止貨運業務。
- 1987年（昭和62年）
  - 4月1日：國鐵分割民營化，本站為JR東日本車站。
  - 7月1日：與原宿站試行月台全面禁煙[2]（至1994年9月[3]）。之後與其他車站一樣增設吸菸區。2009年4月起再次全面禁煙。
- 2000年（平成12年）7月29日：第3代站房改建完成。
- 2001年（平成13年）11月18日：啟用IC卡「Suica」。
- 2010年（平成22年）6月23日：國鐵、JR在東京都內首任女性站長在本站與四谷站就任。
- 2014年（平成26年）11月14日：綠色窗口結束營業。
- 2017年（平成29年）5月15日：業務委託化。成為池袋站的被管理站[4]。

## 車站構造
島式月台1面2線的地面車站。此站是日本首先採用跨站式站房的車站。出口僅有目白通一處。近池袋位置設有升降機與扶手電梯。2009年，本站與市谷站成為JR東日本首次導入LED發光型導覽看板的車站。
站內有NewDaysMINI與CAFE DENMARK等商店。車站正面與旁邊的公共廁所使用花窗玻璃裝飾。

### 月台配置
| 月台 | 路線   | 方向 | 目的地               |
| ---- | ------ | ---- | -------------------- |
| 1    | 山手線 | 內環 | 新宿、澀谷、品川方向 |
| 2    | 山手線 | 外環 | 池袋、上野、東京方向 |

（來源：JR東日本:車站構內圖 （页面存档备份，存于））

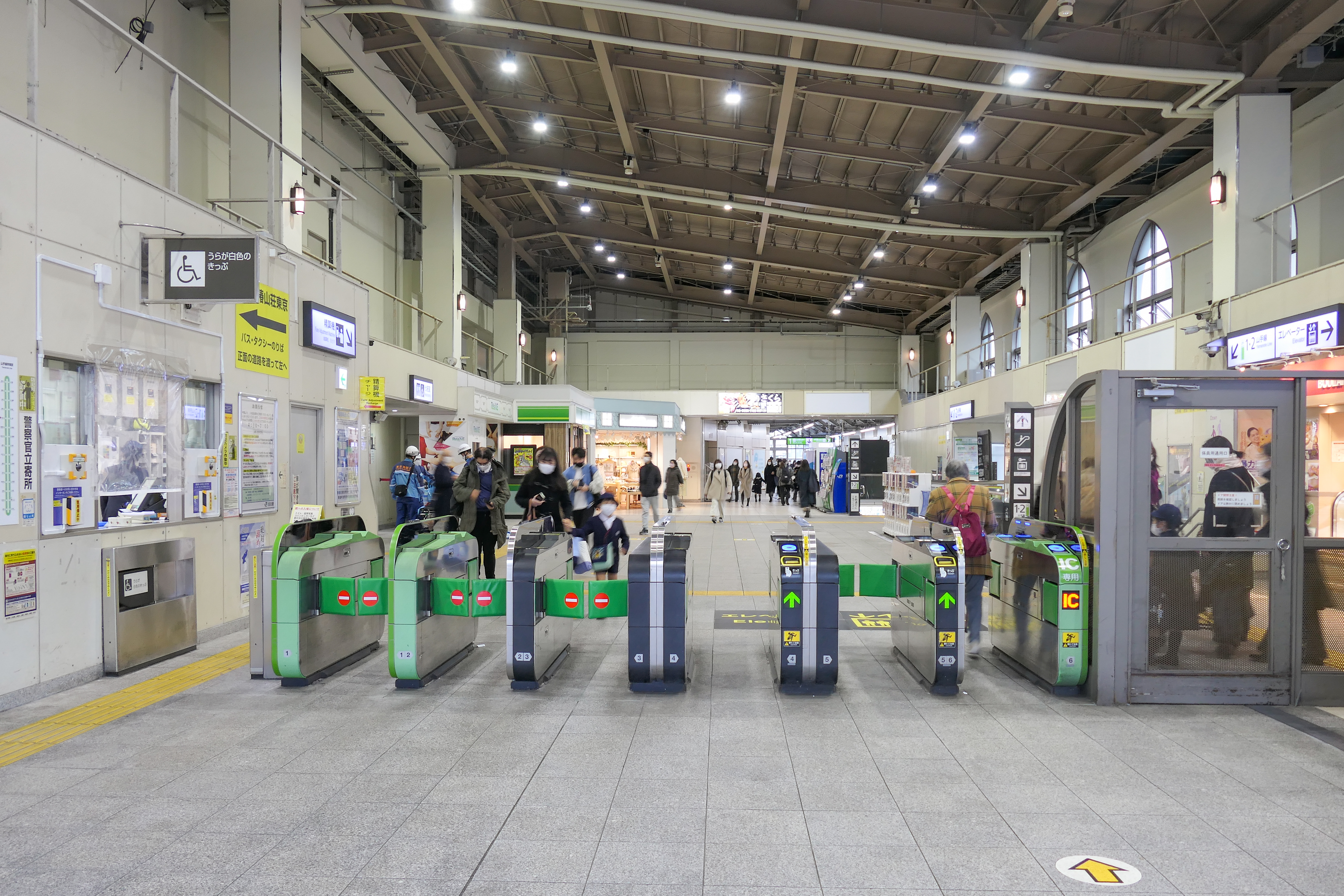
閘口（2022年）
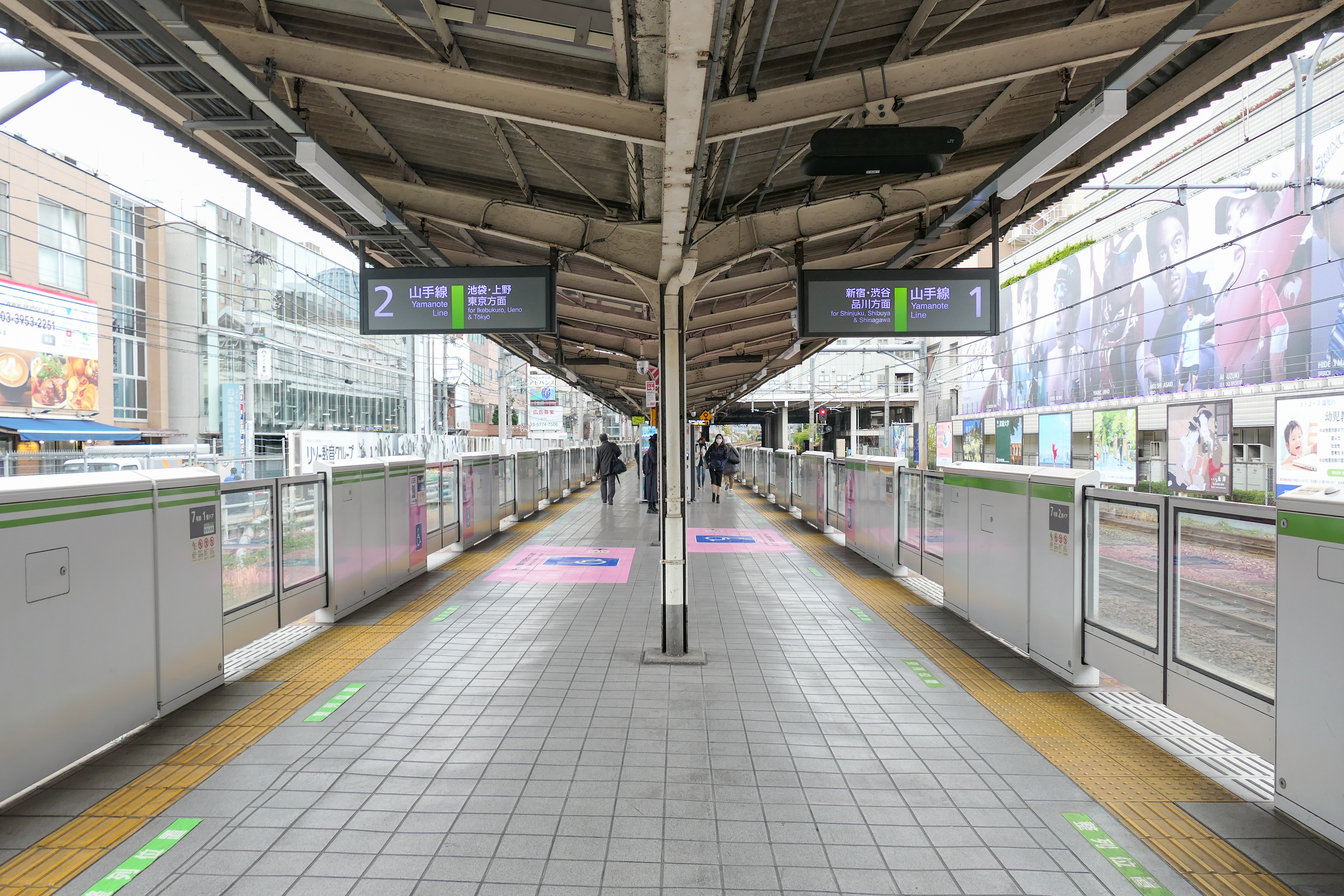
月台（2022年）

## 利用狀況
2019年（令和元年）度1日平均上車人次為37,536人。在山手線車站中僅高於鶯谷站。
近年的推移如下表。
| 年度               | 1日平均 上車人次 | 來源     |
| ------------------ | ---------------- | -------- |
| 1990年（平成02年） | 42,767           | [ * 1 ]  |
| 1991年（平成03年） | 42,975           | [ * 2 ]  |
| 1992年（平成04年） | 43,890           | [ * 3 ]  |
| 1993年（平成05年） | 43,981           | [ * 4 ]  |
| 1994年（平成06年） | 43,518           | [ * 5 ]  |
| 1995年（平成07年） | 43,235           | [ * 6 ]  |
| 1996年（平成08年） | 43,510           | [ * 7 ]  |
| 1997年（平成09年） | 43,345           | [ * 8 ]  |
| 1998年（平成10年） | 42,616           | [ * 9 ]  |
| 1999年（平成11年） | 41,639           | [ * 10 ] |
| 2000年（平成12年） | 39,505           | [ * 11 ] |
| 2001年（平成13年） | 39,354           | [ * 12 ] |
| 2002年（平成14年） | 39,151           | [ * 13 ] |
| 2003年（平成15年） | 39,143           | [ * 14 ] |
| 2004年（平成16年） | 39,168           | [ * 15 ] |
| 2005年（平成17年） | 39,065           | [ * 16 ] |
| 2006年（平成18年） | 39,441           | [ * 17 ] |
| 2007年（平成19年） | 40,472           | [ * 18 ] |
| 2008年（平成20年） | 39,282           | [ * 19 ] |
| 2009年（平成21年） | 38,218           | [ * 20 ] |
| 2010年（平成22年） | 37,568           | [ * 21 ] |
| 2011年（平成23年） | 37,355           | [ * 22 ] |
| 2012年（平成24年） | 37,684           | [ * 23 ] |
| 2013年（平成25年） | 37,932           | [ * 24 ] |
| 2014年（平成26年） | 37,190           | [ * 25 ] |
| 2015年（平成27年） | 38,008           | [ * 26 ] |
| 2016年（平成28年） | 37,939           | [ * 27 ] |
| 2017年（平成29年） | 38,179           | [ * 28 ] |
| 2018年（平成30年） | 38,190           | [ * 29 ] |
| 2019年（令和元年） | 37,536           |          |

## 車站周邊

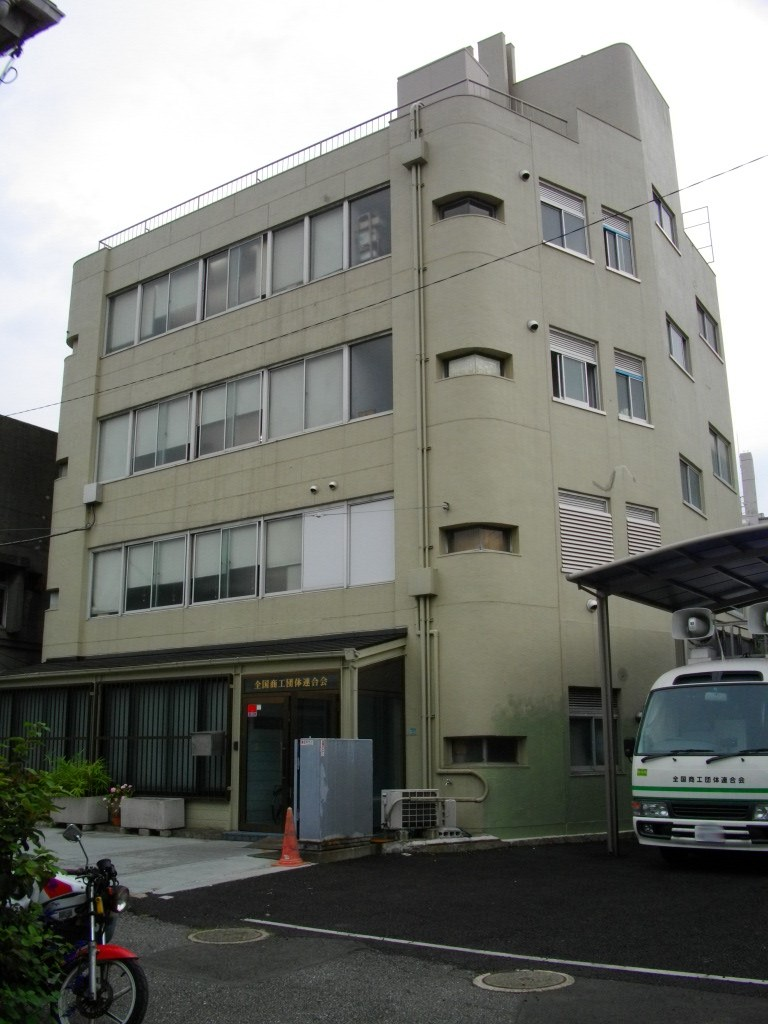
全國商工團體聯合會

車站剪票口只有一處，位於東西向的 目白通（東京都道8號千代田練馬田無線）上。車站東側有學習院大學、學習院中等科、高等科。
周邊有日本女子大學、川村中學校、高等學校、目白設計專門學校、日本外國語專門學校、東京教育專門學校、赤堀營養專門學校等多間學校，因此有許多學生利用本站通勤。本站也是學生宿舍和敬塾的最近站。此外，附近還有尾張德川家後代收集史料的德川林政史研究所。
現在的「JR東日本目白METS飯店」一帶在過去是山手貨物線（埼京線、湘南新宿線）的貨物集配所，之後因貨物運輸減少而廢除。
- 全國商工團體聯合會（日语：全国商工団体連合会）
- DESCENTE（日语：デサント）東京辦公室 -附設直營店「Sports D310」。
- 警視廳目白警察署（日语：目白警察署）
- 新宿下落合三郵便局
- 郵票博物館
- 目白聖公會
- 新目白通（日语：新目白通り）（東京都道8號千代田練馬田無線支線）
- 目白不動（五色不動之一）
- JR東日本目白METS飯店（日语：JR東日本ホテルメッツ）
- TRAD目白2014年開幕的4層商業大樓[5][6]。

## 巴士路線
- 都營巴士：全部路線由北營業所練馬支所（日语：都営バス練馬支所）管轄。
  - 白61：新宿站西口 - 曙橋 - 牛込柳町站 - 江戶川橋 - 目白站（→落合南長崎站→新江古田站）（←東長崎站） - 練馬車庫（日语：都営バス練馬支所）（櫻台）、練馬站
  - 白61：目白站 - 東京椿山莊大酒店（日语：ホテル椿山荘東京）
  - 池65：往池袋站東口／落合南長崎站 - 江古田二丁目 - 練馬車庫（櫻台）
  - 学05：目白站（川村學園） - （直行） - 日本女子大

- 西武巴士：全部路線由練馬營業所（日语：西武バス練馬営業所）管轄。
  - 宿20：池袋西武百貨店（池袋站東口） - 目白站 - 目白五丁目 - 中井站 - 東中野站 - 落合 - 中野坂上 - 東京医大病院 - 新宿站西口
  - 宿20-1：池袋西武百貨店 - 目白站 - 目白五丁目

## 相鄰車站
東日本旅客鐵道
 山手線
高田馬場（JY 15）－目白（JY 14）－池袋（JY 13）

### 利用狀況
JR1日平均使用人數
1. ↑  各駅の乗車人員 （页面存档备份，存于） - JR東日本

JR東日本1999年度以後的上車人次
1. ↑  各駅の乗車人員（1999年度） （页面存档备份，存于） - JR東日本
2. ↑  各駅の乗車人員（2000年度） （页面存档备份，存于） - JR東日本
3. ↑  各駅の乗車人員（2001年度） （页面存档备份，存于） - JR東日本
4. ↑  各駅の乗車人員（2002年度） （页面存档备份，存于） - JR東日本
5. ↑  各駅の乗車人員（2003年度） （页面存档备份，存于） - JR東日本
6. ↑  各駅の乗車人員（2004年度） （页面存档备份，存于） - JR東日本
7. ↑  各駅の乗車人員（2005年度） （页面存档备份，存于） - JR東日本
8. ↑  各駅の乗車人員（2006年度） （页面存档备份，存于） - JR東日本
9. ↑  各駅の乗車人員（2007年度） （页面存档备份，存于） - JR東日本
10. ↑  各駅の乗車人員（2008年度） （页面存档备份，存于） - JR東日本
11. ↑  各駅の乗車人員（2009年度） （页面存档备份，存于） - JR東日本
12. ↑  各駅の乗車人員（2010年度） （页面存档备份，存于） - JR東日本
13. ↑  各駅の乗車人員（2011年度） （页面存档备份，存于） - JR東日本
14. ↑  各駅の乗車人員（2012年度） （页面存档备份，存于） - JR東日本
15. ↑  各駅の乗車人員（2013年度） （页面存档备份，存于） - JR東日本
16. ↑  各駅の乗車人員（2014年度） （页面存档备份，存于） - JR東日本
17. ↑  各駅の乗車人員（2015年度） （页面存档备份，存于） - JR東日本
18. ↑  各駅の乗車人員（2016年度） （页面存档备份，存于） - JR東日本
19. ↑  各駅の乗車人員（2017年度） （页面存档备份，存于） - JR東日本
20. ↑  各駅の乗車人員（2018年度） （页面存档备份，存于） - JR東日本
21. ↑  各駅の乗車人員（2019年度） （页面存档备份，存于） - JR東日本

JR統計數據
1. ↑  東京都統計年鑑 （页面存档备份，存于） - 東京都
2. ↑  新宿区の概況 （页面存档备份，存于） - 新宿区
3. ↑  としまの統計 （页面存档备份，存于） - 豊島区

東京都統計年鑑
1. ↑  .   [2020-07-27]. （原始内容存档于2016-03-05）.
2. ↑  .   [2020-07-27]. （原始内容存档于2016-03-05）.
3. ↑  .   [2017-11-10]. （原始内容存档于2013-08-15）.
4. ↑  .   [2017-11-10]. （原始内容存档于2013-02-03）.
5. ↑  .   [2017-11-10]. （原始内容存档于2013-02-03）.
6. ↑  .   [2017-11-10]. （原始内容存档于2013-02-03）.
7. ↑  .   [2017-11-10]. （原始内容存档于2013-02-03）.
8. ↑  .   [2017-11-10]. （原始内容存档于2016-03-04）.
9. ↑  東京都統計年鑑（平成10年）PDF
10. ↑  東京都統計年鑑（平成11年）PDF
11. ↑  .   [2017-11-10]. （原始内容存档于2016-03-04）.
12. ↑  .   [2017-11-10]. （原始内容存档于2016-03-04）.
13. ↑  .   [2017-11-10]. （原始内容存档于2017-07-29）.
14. ↑  .   [2017-11-10]. （原始内容存档于2017-07-29）.
15. ↑  .   [2017-11-10]. （原始内容存档于2017-07-29）.
16. ↑  .   [2017-11-10]. （原始内容存档于2017-07-29）.
17. ↑  .   [2017-11-10]. （原始内容存档于2017-07-29）.
18. ↑  .   [2017-11-10]. （原始内容存档于2017-07-29）.
19. ↑  .   [2017-11-10]. （原始内容存档于2017-07-29）.
20. ↑  .   [2017-11-10]. （原始内容存档于2016-03-26）.
21. ↑  .   [2017-11-10]. （原始内容存档于2016-03-27）.
22. ↑  .   [2017-11-10]. （原始内容存档于2016-03-25）.
23. ↑  .   [2017-11-10]. （原始内容存档于2016-03-27）.
24. ↑  .   [2017-11-10]. （原始内容存档于2016-03-22）.
25. ↑  .   [2017-11-10]. （原始内容存档于2017-07-30）.
26. ↑  .   [2017-11-10]. （原始内容存档于2018-11-09）.
27. ↑  .   [2018-10-21]. （原始内容存档于2019-05-02）.
28. ↑  .   [2020-07-27]. （原始内容存档于2019-12-03）.
29. ↑  .   [2020-07-27]. （原始内容存档于2020-08-04）.

## 外部連結
- 車站資訊（目白）：東日本旅客鐵道